# Division II i ishockey 1952-53
Division II i ishockey 1952-53 var turneringen i den næstbedste række i det svenske ligasystem. Turneringen havde deltagelse af 32 hold, der var inddelt i seks puljer med fem eller seks hold i hver pulje. I hver pulje spillede holdene en dobbeltturnering alle-mod-alle, hvilket gav otte eller ti spillerunder. Turneringen var ligeledes iddelt i fire regionale områder, hvor nord- og øst-området bestod af én pulje med seks hold, mens holdene i vest- og syd-området var opdelt i to puljer med fem hold. Det bedste hold i hvert område rykkede op i Division I. I områderne med to puljer spillede de to puljevindere et playoff-opgør over to kampe (hjemme og ude) om oprykningspladsen i det pågældende område.
Oprykningspladserne til Division I blev besat af følgende fire hold:
- Mora IK, der vandt Division II Nord.
- Grums IK, der vandt Division II Vest B, og som besejrede vinderen af Division II Vest A, Västerås IK, i playoff-kampene.
- IK Göta, der vandt Division II Øst.
- Åkers IF, der vandt Division II Syd A, og som besejrede vinderen af Division II Syd B, IK Stefa, i playoff-kampene.

De to dårligste hold i hvert område rykkede ned i Division III, bortset fra i område vest, hvor der var tre nedrykningspladser.

## Hold
Division II havde deltagelse af 32 klubber, hvilket var samme antal som den foregående sæson. Blandt deltagerne var:
- 4 klubber, der var rykket ned fra Division I: Grums IK, IK Göta, Mora IK og UoIF Matteuspojkarna.
- 8 klubber, der var rykket op fra Division III: BK Derby, Hedemora SK, IF Eyra, Skiveds IF, Strömsbro IF, Värnamo GIK, Värtans IK, Åkers IF.

Holdene var inddelt i fire regionale områder, hvor nord- og øst-området bestod af én pulje med seks hold, mens holdene i vest- og syd-området var opdelt i to puljer med fem hold. I hver pulje spillede holdene en dobbeltturnering alle-mod-alle, hvilket gav otte eller ti spillerunder. Det bedste hold i hvert område rykkede op i Division I. I områderne med to puljer spillede de to puljevindere en gruppefinale over to kampe (hjemme og ude) om oprykningspladsen i det pågældende område.
Siden den foregående sæson havde BK Forward skiftet Division II-pulje fra Vest B til Vest A.
| Hold                 | By               | Foregående sæson                          | Brynäs Hedemora Ludvika Mora Strömsbro Wifsta/Östrand Forward Arboga Kolbäck Västerås IK, IFK Västerås Grums Eyra Munkfors Skived Skoghall Göta Matteuspojkarna Sundbyberg Traneberg Värtan Årsta Derby Mariefred Norrköping Sleipner Åker Alvesta Diö Stefa Norrahammar Värnamo |
| Division II Nord     |                  |                                           | Brynäs Hedemora Ludvika Mora Strömsbro Wifsta/Östrand Forward Arboga Kolbäck Västerås IK, IFK Västerås Grums Eyra Munkfors Skived Skoghall Göta Matteuspojkarna Sundbyberg Traneberg Värtan Årsta Derby Mariefred Norrköping Sleipner Åker Alvesta Diö Stefa Norrahammar Värnamo |
| Brynäs IF            | Gävle            | Nr. 2 i Division II Nord                  | Brynäs Hedemora Ludvika Mora Strömsbro Wifsta/Östrand Forward Arboga Kolbäck Västerås IK, IFK Västerås Grums Eyra Munkfors Skived Skoghall Göta Matteuspojkarna Sundbyberg Traneberg Värtan Årsta Derby Mariefred Norrköping Sleipner Åker Alvesta Diö Stefa Norrahammar Värnamo |
| Hedemora SK          | Hedemora         | Nr. 1 i Division III Uppsvenske søndre    | Brynäs Hedemora Ludvika Mora Strömsbro Wifsta/Östrand Forward Arboga Kolbäck Västerås IK, IFK Västerås Grums Eyra Munkfors Skived Skoghall Göta Matteuspojkarna Sundbyberg Traneberg Värtan Årsta Derby Mariefred Norrköping Sleipner Åker Alvesta Diö Stefa Norrahammar Värnamo |
| Ludvika FFI          | Ludvika          | Nr. 3 i Division II Nord                  | Brynäs Hedemora Ludvika Mora Strömsbro Wifsta/Östrand Forward Arboga Kolbäck Västerås IK, IFK Västerås Grums Eyra Munkfors Skived Skoghall Göta Matteuspojkarna Sundbyberg Traneberg Värtan Årsta Derby Mariefred Norrköping Sleipner Åker Alvesta Diö Stefa Norrahammar Värnamo |
| Mora IK              | Mora             | Nr. 5 i Division I Nord                   | Brynäs Hedemora Ludvika Mora Strömsbro Wifsta/Östrand Forward Arboga Kolbäck Västerås IK, IFK Västerås Grums Eyra Munkfors Skived Skoghall Göta Matteuspojkarna Sundbyberg Traneberg Värtan Årsta Derby Mariefred Norrköping Sleipner Åker Alvesta Diö Stefa Norrahammar Värnamo |
| Strömsbro IF         | Gävle            | Nr. 1 i Division III Uppsvenske østre     | Brynäs Hedemora Ludvika Mora Strömsbro Wifsta/Östrand Forward Arboga Kolbäck Västerås IK, IFK Västerås Grums Eyra Munkfors Skived Skoghall Göta Matteuspojkarna Sundbyberg Traneberg Värtan Årsta Derby Mariefred Norrköping Sleipner Åker Alvesta Diö Stefa Norrahammar Värnamo |
| Wifsta/Östrands IF   | Timrå            | Nr. 4 i Division II Nord                  | Brynäs Hedemora Ludvika Mora Strömsbro Wifsta/Östrand Forward Arboga Kolbäck Västerås IK, IFK Västerås Grums Eyra Munkfors Skived Skoghall Göta Matteuspojkarna Sundbyberg Traneberg Värtan Årsta Derby Mariefred Norrköping Sleipner Åker Alvesta Diö Stefa Norrahammar Värnamo |
| Division II Vest A   |                  |                                           | Brynäs Hedemora Ludvika Mora Strömsbro Wifsta/Östrand Forward Arboga Kolbäck Västerås IK, IFK Västerås Grums Eyra Munkfors Skived Skoghall Göta Matteuspojkarna Sundbyberg Traneberg Värtan Årsta Derby Mariefred Norrköping Sleipner Åker Alvesta Diö Stefa Norrahammar Värnamo |
| BK Forward           | Örebro           | Nr. 3 i Division II Vest B                | Brynäs Hedemora Ludvika Mora Strömsbro Wifsta/Östrand Forward Arboga Kolbäck Västerås IK, IFK Västerås Grums Eyra Munkfors Skived Skoghall Göta Matteuspojkarna Sundbyberg Traneberg Värtan Årsta Derby Mariefred Norrköping Sleipner Åker Alvesta Diö Stefa Norrahammar Värnamo |
| AFK Arboga           | Arboga           | Nr. 2 i Division II Vest A                | Brynäs Hedemora Ludvika Mora Strömsbro Wifsta/Östrand Forward Arboga Kolbäck Västerås IK, IFK Västerås Grums Eyra Munkfors Skived Skoghall Göta Matteuspojkarna Sundbyberg Traneberg Värtan Årsta Derby Mariefred Norrköping Sleipner Åker Alvesta Diö Stefa Norrahammar Värnamo |
| IFK Västerås         | Västerås         | Nr. 3 i Division II Vest A                | Brynäs Hedemora Ludvika Mora Strömsbro Wifsta/Östrand Forward Arboga Kolbäck Västerås IK, IFK Västerås Grums Eyra Munkfors Skived Skoghall Göta Matteuspojkarna Sundbyberg Traneberg Värtan Årsta Derby Mariefred Norrköping Sleipner Åker Alvesta Diö Stefa Norrahammar Värnamo |
| Kolbäcks AIF         | Kolbäck          | Nr. 4 i Division II Vest A                | Brynäs Hedemora Ludvika Mora Strömsbro Wifsta/Östrand Forward Arboga Kolbäck Västerås IK, IFK Västerås Grums Eyra Munkfors Skived Skoghall Göta Matteuspojkarna Sundbyberg Traneberg Värtan Årsta Derby Mariefred Norrköping Sleipner Åker Alvesta Diö Stefa Norrahammar Värnamo |
| Västerås IK          | Västerås         | Nr. 1 i Division II Vest A                | Brynäs Hedemora Ludvika Mora Strömsbro Wifsta/Östrand Forward Arboga Kolbäck Västerås IK, IFK Västerås Grums Eyra Munkfors Skived Skoghall Göta Matteuspojkarna Sundbyberg Traneberg Värtan Årsta Derby Mariefred Norrköping Sleipner Åker Alvesta Diö Stefa Norrahammar Värnamo |
| Division II Vest B   |                  |                                           | Brynäs Hedemora Ludvika Mora Strömsbro Wifsta/Östrand Forward Arboga Kolbäck Västerås IK, IFK Västerås Grums Eyra Munkfors Skived Skoghall Göta Matteuspojkarna Sundbyberg Traneberg Värtan Årsta Derby Mariefred Norrköping Sleipner Åker Alvesta Diö Stefa Norrahammar Värnamo |
| Grums IK             | Grums            | Nr. 5 i Division I Syd                    | Brynäs Hedemora Ludvika Mora Strömsbro Wifsta/Östrand Forward Arboga Kolbäck Västerås IK, IFK Västerås Grums Eyra Munkfors Skived Skoghall Göta Matteuspojkarna Sundbyberg Traneberg Värtan Årsta Derby Mariefred Norrköping Sleipner Åker Alvesta Diö Stefa Norrahammar Värnamo |
| IF Eyra              | Örebro           | Nr. 1 i Division III Vestsvenske østre    | Brynäs Hedemora Ludvika Mora Strömsbro Wifsta/Östrand Forward Arboga Kolbäck Västerås IK, IFK Västerås Grums Eyra Munkfors Skived Skoghall Göta Matteuspojkarna Sundbyberg Traneberg Värtan Årsta Derby Mariefred Norrköping Sleipner Åker Alvesta Diö Stefa Norrahammar Värnamo |
| IFK Munkfors         | Munkfors         | Nr. 2 i Division II Vest B                | Brynäs Hedemora Ludvika Mora Strömsbro Wifsta/Östrand Forward Arboga Kolbäck Västerås IK, IFK Västerås Grums Eyra Munkfors Skived Skoghall Göta Matteuspojkarna Sundbyberg Traneberg Värtan Årsta Derby Mariefred Norrköping Sleipner Åker Alvesta Diö Stefa Norrahammar Värnamo |
| Skiveds IF           | Forshaga         | Nr. 1 i Division III Vestsvenske nordre   | Brynäs Hedemora Ludvika Mora Strömsbro Wifsta/Östrand Forward Arboga Kolbäck Västerås IK, IFK Västerås Grums Eyra Munkfors Skived Skoghall Göta Matteuspojkarna Sundbyberg Traneberg Värtan Årsta Derby Mariefred Norrköping Sleipner Åker Alvesta Diö Stefa Norrahammar Värnamo |
| Skoghalls IF         | Skoghall         | Nr. 4 i Division II Vest B                | Brynäs Hedemora Ludvika Mora Strömsbro Wifsta/Östrand Forward Arboga Kolbäck Västerås IK, IFK Västerås Grums Eyra Munkfors Skived Skoghall Göta Matteuspojkarna Sundbyberg Traneberg Värtan Årsta Derby Mariefred Norrköping Sleipner Åker Alvesta Diö Stefa Norrahammar Värnamo |
| Division II Øst      |                  |                                           | Brynäs Hedemora Ludvika Mora Strömsbro Wifsta/Östrand Forward Arboga Kolbäck Västerås IK, IFK Västerås Grums Eyra Munkfors Skived Skoghall Göta Matteuspojkarna Sundbyberg Traneberg Värtan Årsta Derby Mariefred Norrköping Sleipner Åker Alvesta Diö Stefa Norrahammar Värnamo |
| IK Göta              | Stockholm        | Nr. 6 i Division I Syd                    | Brynäs Hedemora Ludvika Mora Strömsbro Wifsta/Östrand Forward Arboga Kolbäck Västerås IK, IFK Västerås Grums Eyra Munkfors Skived Skoghall Göta Matteuspojkarna Sundbyberg Traneberg Värtan Årsta Derby Mariefred Norrköping Sleipner Åker Alvesta Diö Stefa Norrahammar Värnamo |
| Sundbybergs IK       | Sundbyberg       | Nr. 2 i Division II Øst                   | Brynäs Hedemora Ludvika Mora Strömsbro Wifsta/Östrand Forward Arboga Kolbäck Västerås IK, IFK Västerås Grums Eyra Munkfors Skived Skoghall Göta Matteuspojkarna Sundbyberg Traneberg Värtan Årsta Derby Mariefred Norrköping Sleipner Åker Alvesta Diö Stefa Norrahammar Värnamo |
| Tranebergs IF        | Stockholm        | Nr. 4 i Division II Øst                   | Brynäs Hedemora Ludvika Mora Strömsbro Wifsta/Östrand Forward Arboga Kolbäck Västerås IK, IFK Västerås Grums Eyra Munkfors Skived Skoghall Göta Matteuspojkarna Sundbyberg Traneberg Värtan Årsta Derby Mariefred Norrköping Sleipner Åker Alvesta Diö Stefa Norrahammar Värnamo |
| UoIF Matteuspojkarna | Stockholm        | Nr. 6 i Division I Nord                   | Brynäs Hedemora Ludvika Mora Strömsbro Wifsta/Östrand Forward Arboga Kolbäck Västerås IK, IFK Västerås Grums Eyra Munkfors Skived Skoghall Göta Matteuspojkarna Sundbyberg Traneberg Värtan Årsta Derby Mariefred Norrköping Sleipner Åker Alvesta Diö Stefa Norrahammar Värnamo |
| Värtans IK           | Stockholm        | Nr. 1 i Division III Østsvenske østre     | Brynäs Hedemora Ludvika Mora Strömsbro Wifsta/Östrand Forward Arboga Kolbäck Västerås IK, IFK Västerås Grums Eyra Munkfors Skived Skoghall Göta Matteuspojkarna Sundbyberg Traneberg Värtan Årsta Derby Mariefred Norrköping Sleipner Åker Alvesta Diö Stefa Norrahammar Värnamo |
| Årsta SK             | Stockholm        | Nr. 3 i Division II Øst                   | Brynäs Hedemora Ludvika Mora Strömsbro Wifsta/Östrand Forward Arboga Kolbäck Västerås IK, IFK Västerås Grums Eyra Munkfors Skived Skoghall Göta Matteuspojkarna Sundbyberg Traneberg Värtan Årsta Derby Mariefred Norrköping Sleipner Åker Alvesta Diö Stefa Norrahammar Värnamo |
| Division II Syd A    |                  |                                           | Brynäs Hedemora Ludvika Mora Strömsbro Wifsta/Östrand Forward Arboga Kolbäck Västerås IK, IFK Västerås Grums Eyra Munkfors Skived Skoghall Göta Matteuspojkarna Sundbyberg Traneberg Värtan Årsta Derby Mariefred Norrköping Sleipner Åker Alvesta Diö Stefa Norrahammar Värnamo |
| BK Derby             | Linköping        | Nr. 1 i Division III Mellemsvenske nordre | Brynäs Hedemora Ludvika Mora Strömsbro Wifsta/Östrand Forward Arboga Kolbäck Västerås IK, IFK Västerås Grums Eyra Munkfors Skived Skoghall Göta Matteuspojkarna Sundbyberg Traneberg Värtan Årsta Derby Mariefred Norrköping Sleipner Åker Alvesta Diö Stefa Norrahammar Värnamo |
| IFK Mariefred        | Mariefred        | Nr. 4 i Division II Syd A                 | Brynäs Hedemora Ludvika Mora Strömsbro Wifsta/Östrand Forward Arboga Kolbäck Västerås IK, IFK Västerås Grums Eyra Munkfors Skived Skoghall Göta Matteuspojkarna Sundbyberg Traneberg Värtan Årsta Derby Mariefred Norrköping Sleipner Åker Alvesta Diö Stefa Norrahammar Värnamo |
| IFK Norrköping       | Norrköping       | Nr. 2 i Division II Syd A                 | Brynäs Hedemora Ludvika Mora Strömsbro Wifsta/Östrand Forward Arboga Kolbäck Västerås IK, IFK Västerås Grums Eyra Munkfors Skived Skoghall Göta Matteuspojkarna Sundbyberg Traneberg Värtan Årsta Derby Mariefred Norrköping Sleipner Åker Alvesta Diö Stefa Norrahammar Värnamo |
| IK Sleipner          | Norrköping       | Nr. 3 i Division II Syd A                 | Brynäs Hedemora Ludvika Mora Strömsbro Wifsta/Östrand Forward Arboga Kolbäck Västerås IK, IFK Västerås Grums Eyra Munkfors Skived Skoghall Göta Matteuspojkarna Sundbyberg Traneberg Värtan Årsta Derby Mariefred Norrköping Sleipner Åker Alvesta Diö Stefa Norrahammar Värnamo |
| Åkers IF             | Åkers styckebruk | Nr. 1 i Division III Østsvenske søndre    | Brynäs Hedemora Ludvika Mora Strömsbro Wifsta/Östrand Forward Arboga Kolbäck Västerås IK, IFK Västerås Grums Eyra Munkfors Skived Skoghall Göta Matteuspojkarna Sundbyberg Traneberg Värtan Årsta Derby Mariefred Norrköping Sleipner Åker Alvesta Diö Stefa Norrahammar Värnamo |
| Division II Syd B    |                  |                                           | Brynäs Hedemora Ludvika Mora Strömsbro Wifsta/Östrand Forward Arboga Kolbäck Västerås IK, IFK Västerås Grums Eyra Munkfors Skived Skoghall Göta Matteuspojkarna Sundbyberg Traneberg Värtan Årsta Derby Mariefred Norrköping Sleipner Åker Alvesta Diö Stefa Norrahammar Värnamo |
| Alvesta SK           | Alvesta          | Nr. 4 i Division II Syd B                 | Brynäs Hedemora Ludvika Mora Strömsbro Wifsta/Östrand Forward Arboga Kolbäck Västerås IK, IFK Västerås Grums Eyra Munkfors Skived Skoghall Göta Matteuspojkarna Sundbyberg Traneberg Värtan Årsta Derby Mariefred Norrköping Sleipner Åker Alvesta Diö Stefa Norrahammar Värnamo |
| Diö GoIF             | Diö              | Nr. 2 i Division II Syd B                 | Brynäs Hedemora Ludvika Mora Strömsbro Wifsta/Östrand Forward Arboga Kolbäck Västerås IK, IFK Västerås Grums Eyra Munkfors Skived Skoghall Göta Matteuspojkarna Sundbyberg Traneberg Värtan Årsta Derby Mariefred Norrköping Sleipner Åker Alvesta Diö Stefa Norrahammar Värnamo |
| IK Stefa             | Huskvarna        | Nr. 1 i Division II Syd B                 | Brynäs Hedemora Ludvika Mora Strömsbro Wifsta/Östrand Forward Arboga Kolbäck Västerås IK, IFK Västerås Grums Eyra Munkfors Skived Skoghall Göta Matteuspojkarna Sundbyberg Traneberg Värtan Årsta Derby Mariefred Norrköping Sleipner Åker Alvesta Diö Stefa Norrahammar Värnamo |
| Norrahammars GIS     | Norrahammar      | Nr. 3 i Division II Syd B                 | Brynäs Hedemora Ludvika Mora Strömsbro Wifsta/Östrand Forward Arboga Kolbäck Västerås IK, IFK Västerås Grums Eyra Munkfors Skived Skoghall Göta Matteuspojkarna Sundbyberg Traneberg Värtan Årsta Derby Mariefred Norrköping Sleipner Åker Alvesta Diö Stefa Norrahammar Värnamo |
| Värnamo GIK          | Värnamo          | Nr. 1 i Division III Mellemsvenske søndre | Brynäs Hedemora Ludvika Mora Strömsbro Wifsta/Östrand Forward Arboga Kolbäck Västerås IK, IFK Västerås Grums Eyra Munkfors Skived Skoghall Göta Matteuspojkarna Sundbyberg Traneberg Värtan Årsta Derby Mariefred Norrköping Sleipner Åker Alvesta Diö Stefa Norrahammar Värnamo |

## Nord

### Division II Nord
| \| Nr \| Hold \| K \| V \| U \| T \| Mf \| \| Mi \| +/- \| P \| \| -- \| ------------------ \| -- \| - \| - \| - \| -- \| - \| -- \| --- \| ------------------------------------ \| \| 1 \| Mora IK (N) \| 10 \| 8 \| 1 \| 1 \| 55 \| – \| 29 \| +26 \| 17Oprykning til Division I 1953-54 \| \| 2 \| Brynäs IF \| 10 \| 6 \| 3 \| 1 \| 43 \| – \| 25 \| +18 \| 15 \| \| 3 \| Wifsta/Östrands IF \| 10 \| 5 \| 1 \| 4 \| 38 \| – \| 43 \| −5 \| 11 \| \| 4 \| Strömsbro IF (O) \| 10 \| 3 \| 1 \| 6 \| 40 \| – \| 50 \| −10 \| 7 \| \| 5 \| Ludvika FFI \| 10 \| 2 \| 2 \| 6 \| 33 \| – \| 44 \| −11 \| 6Nedrykning til Division III 1953-54 \| \| 6 \| Hedemora SK (O) \| 10 \| 1 \| 2 \| 7 \| 28 \| – \| 46 \| −18 \| 4Nedrykning til Division III 1953-54 \| K: Kampe spillet, V: Vundne kampe, U: Uafgjorte kampe, T: Tabte kampe, Mf: Mål for, Mi: Mål imod, +/-: Måldifference, P: Point |                    |    |   |   |   |    |   |    |     |                                      |
| Nr | Hold               | K  | V | U | T | Mf |   | Mi | +/- | P                                    |
| 1 | Mora IK (N)        | 10 | 8 | 1 | 1 | 55 | – | 29 | +26 | 17Oprykning til Division I 1953-54   |
| 2 | Brynäs IF          | 10 | 6 | 3 | 1 | 43 | – | 25 | +18 | 15                                   |
| 3 | Wifsta/Östrands IF | 10 | 5 | 1 | 4 | 38 | – | 43 | −5  | 11                                   |
| 4 | Strömsbro IF (O)   | 10 | 3 | 1 | 6 | 40 | – | 50 | −10 | 7                                    |
| 5 | Ludvika FFI        | 10 | 2 | 2 | 6 | 33 | – | 44 | −11 | 6Nedrykning til Division III 1953-54 |
| 6 | Hedemora SK (O)    | 10 | 1 | 2 | 7 | 28 | – | 46 | −18 | 4Nedrykning til Division III 1953-54 |

## Vest

### Division II Vest A
| \| Nr \| Hold \| K \| V \| U \| T \| Mf \| \| Mi \| +/- \| P \| \| -- \| ------------ \| - \| - \| - \| - \| -- \| - \| -- \| --- \| ------------------------------------ \| \| 1 \| Västerås IK \| 8 \| 7 \| 0 \| 1 \| 68 \| – \| 21 \| +47 \| 14Gruppefinale \| \| 2 \| IFK Västerås \| 8 \| 5 \| 0 \| 3 \| 41 \| – \| 38 \| +3 \| 10 \| \| 3 \| IFK Arboga \| 8 \| 4 \| 1 \| 3 \| 48 \| – \| 42 \| +6 \| 9 \| \| 4 \| Kolbäcks AIF \| 8 \| 2 \| 0 \| 6 \| 39 \| – \| 56 \| −17 \| 4 \| \| 5 \| BK Forward \| 8 \| 1 \| 1 \| 6 \| 25 \| – \| 64 \| −39 \| 3Nedrykning til Division III 1953-54 \| K: Kampe spillet, V: Vundne kampe, U: Uafgjorte kampe, T: Tabte kampe, Mf: Mål for, Mi: Mål imod, +/-: Måldifference, P: Point |              |   |   |   |   |    |   |    |     |                                      |
| Nr | Hold         | K | V | U | T | Mf |   | Mi | +/- | P                                    |
| 1 | Västerås IK  | 8 | 7 | 0 | 1 | 68 | – | 21 | +47 | 14Gruppefinale                       |
| 2 | IFK Västerås | 8 | 5 | 0 | 3 | 41 | – | 38 | +3  | 10                                   |
| 3 | IFK Arboga   | 8 | 4 | 1 | 3 | 48 | – | 42 | +6  | 9                                    |
| 4 | Kolbäcks AIF | 8 | 2 | 0 | 6 | 39 | – | 56 | −17 | 4                                    |
| 5 | BK Forward   | 8 | 1 | 1 | 6 | 25 | – | 64 | −39 | 3Nedrykning til Division III 1953-54 |

### Division II Vest B
| \| Nr \| Hold \| K \| V \| U \| T \| Mf \| \| Mi \| +/- \| P \| \| -- \| -------------- \| - \| - \| - \| - \| -- \| - \| -- \| --- \| ------------------------------------ \| \| 1 \| Grums IK (N) \| 8 \| 8 \| 0 \| 0 \| 64 \| – \| 21 \| +43 \| 16Gruppefinale \| \| 2 \| Skiveds IF (O) \| 8 \| 5 \| 0 \| 3 \| 49 \| – \| 23 \| +26 \| 10 \| \| 3 \| IFK Munkfors \| 7 \| 3 \| 1 \| 3 \| 32 \| – \| 34 \| −2 \| 7 \| \| 4 \| Skoghalls IF \| 7 \| 2 \| 1 \| 4 \| 24 \| – \| 48 \| −24 \| 5Nedrykning til Division III 1953-54 \| \| 5 \| IF Eyra (O) \| 8 \| 0 \| 0 \| 8 \| 26 \| – \| 69 \| −43 \| 0Nedrykning til Division III 1953-54 \| K: Kampe spillet, V: Vundne kampe, U: Uafgjorte kampe, T: Tabte kampe, Mf: Mål for, Mi: Mål imod, +/-: Måldifference, P: Point |                |   |   |   |   |    |   |    |     |                                      |
| Nr | Hold           | K | V | U | T | Mf |   | Mi | +/- | P                                    |
| 1 | Grums IK (N)   | 8 | 8 | 0 | 0 | 64 | – | 21 | +43 | 16Gruppefinale                       |
| 2 | Skiveds IF (O) | 8 | 5 | 0 | 3 | 49 | – | 23 | +26 | 10                                   |
| 3 | IFK Munkfors   | 7 | 3 | 1 | 3 | 32 | – | 34 | −2  | 7                                    |
| 4 | Skoghalls IF   | 7 | 2 | 1 | 4 | 24 | – | 48 | −24 | 5Nedrykning til Division III 1953-54 |
| 5 | IF Eyra (O)    | 8 | 0 | 0 | 8 | 26 | – | 69 | −43 | 0Nedrykning til Division III 1953-54 |

### Gruppefinale
De to puljevindere spillede i gruppefinalen om en oprykningsplads til Division I. Finalen blev afviklet over to kampe, hvor summen af de to resultater gjaldt som det samlede resultat. Grums IK sikrede sig oprykningspladsen med en samlet sejr på 6–5.
| Kamp | Hold                   | Res. |
| ---- | ---------------------- | ---- |
| 1    | Västerås IK - Grums IK | 3–1  |
| 2    | Grums IK - Västerås IK | 5–2  |

## Øst

### Division II Øst
| \| Nr \| Hold \| K \| V \| U \| T \| Mf \| \| Mi \| +/- \| P \| \| -- \| ------------------------ \| -- \| - \| - \| - \| -- \| - \| -- \| --- \| ------------------------------------ \| \| 1 \| IK Göta (N) \| 10 \| 9 \| 0 \| 1 \| 49 \| – \| 28 \| +21 \| 18Oprykning til Division I 1953-54 \| \| 2 \| UoIF Matteuspojkarna (N) \| 10 \| 6 \| 2 \| 2 \| 51 \| – \| 24 \| +27 \| 14 \| \| 3 \| Tranebergs IF \| 10 \| 4 \| 3 \| 3 \| 42 \| – \| 38 \| +4 \| 11 \| \| 4 \| Värtans IK (O) \| 10 \| 3 \| 3 \| 4 \| 37 \| – \| 37 \| 0 \| 9 \| \| 5 \| Sundbybergs IK \| 10 \| 1 \| 5 \| 4 \| 34 \| – \| 44 \| −10 \| 7Nedrykning til Division III 1953-54 \| \| 6 \| Årsta SK \| 10 \| 0 \| 1 \| 9 \| 27 \| – \| 69 \| −42 \| 1Nedrykning til Division III 1953-54 \| K: Kampe spillet, V: Vundne kampe, U: Uafgjorte kampe, T: Tabte kampe, Mf: Mål for, Mi: Mål imod, +/-: Måldifference, P: Point |                          |    |   |   |   |    |   |    |     |                                      |
| Nr | Hold                     | K  | V | U | T | Mf |   | Mi | +/- | P                                    |
| 1 | IK Göta (N)              | 10 | 9 | 0 | 1 | 49 | – | 28 | +21 | 18Oprykning til Division I 1953-54   |
| 2 | UoIF Matteuspojkarna (N) | 10 | 6 | 2 | 2 | 51 | – | 24 | +27 | 14                                   |
| 3 | Tranebergs IF            | 10 | 4 | 3 | 3 | 42 | – | 38 | +4  | 11                                   |
| 4 | Värtans IK (O)           | 10 | 3 | 3 | 4 | 37 | – | 37 | 0   | 9                                    |
| 5 | Sundbybergs IK           | 10 | 1 | 5 | 4 | 34 | – | 44 | −10 | 7Nedrykning til Division III 1953-54 |
| 6 | Årsta SK                 | 10 | 0 | 1 | 9 | 27 | – | 69 | −42 | 1Nedrykning til Division III 1953-54 |

## Syd

### Division II Syd A
| \| Nr \| Hold \| K \| V \| U \| T \| Mf \| \| Mi \| +/- \| P \| \| -- \| -------------- \| - \| - \| - \| - \| -- \| - \| -- \| --- \| ------------------------------------ \| \| 1 \| Åkers IF (O) \| 8 \| 4 \| 3 \| 1 \| 39 \| – \| 27 \| +12 \| 11Gruppefinale \| \| 2 \| IFK Norrköping \| 8 \| 5 \| 1 \| 2 \| 31 \| – \| 25 \| +6 \| 11 \| \| 3 \| IK Sleipner \| 8 \| 3 \| 2 \| 3 \| 32 \| – \| 37 \| −5 \| 8 \| \| 4 \| IFK Mariefred \| 8 \| 3 \| 1 \| 4 \| 39 \| – \| 46 \| −7 \| 7 \| \| 5 \| BK Derby (O) \| 8 \| 1 \| 1 \| 6 \| 29 \| – \| 35 \| −6 \| 3Nedrykning til Division III 1953-54 \| K: Kampe spillet, V: Vundne kampe, U: Uafgjorte kampe, T: Tabte kampe, Mf: Mål for, Mi: Mål imod, +/-: Måldifference, P: Point |                |   |   |   |   |    |   |    |     |                                      |
| Nr | Hold           | K | V | U | T | Mf |   | Mi | +/- | P                                    |
| 1 | Åkers IF (O)   | 8 | 4 | 3 | 1 | 39 | – | 27 | +12 | 11Gruppefinale                       |
| 2 | IFK Norrköping | 8 | 5 | 1 | 2 | 31 | – | 25 | +6  | 11                                   |
| 3 | IK Sleipner    | 8 | 3 | 2 | 3 | 32 | – | 37 | −5  | 8                                    |
| 4 | IFK Mariefred  | 8 | 3 | 1 | 4 | 39 | – | 46 | −7  | 7                                    |
| 5 | BK Derby (O)   | 8 | 1 | 1 | 6 | 29 | – | 35 | −6  | 3Nedrykning til Division III 1953-54 |

### Division II Syd B
| \| Nr \| Hold \| K \| V \| U \| T \| Mf \| \| Mi \| +/- \| P \| \| -- \| ---------------- \| - \| - \| - \| - \| -- \| - \| -- \| --- \| ------------------------------------ \| \| 1 \| IK Stefa \| 8 \| 7 \| 0 \| 1 \| 63 \| – \| 20 \| +43 \| 14Gruppefinale \| \| 2 \| Alvesta SK \| 8 \| 4 \| 0 \| 4 \| 35 \| – \| 32 \| +3 \| 8 \| \| 3 \| Norrahammars GIS \| 8 \| 4 \| 0 \| 4 \| 40 \| – \| 47 \| −7 \| 8 \| \| 4 \| Diö GoIF \| 8 \| 3 \| 0 \| 5 \| 37 \| – \| 35 \| +2 \| 6 \| \| 5 \| Värnamo GIK (O) \| 8 \| 2 \| 0 \| 6 \| 21 \| – \| 62 \| −41 \| 4Nedrykning til Division III 1953-54 \| K: Kampe spillet, V: Vundne kampe, U: Uafgjorte kampe, T: Tabte kampe, Mf: Mål for, Mi: Mål imod, +/-: Måldifference, P: Point |                  |   |   |   |   |    |   |    |     |                                      |
| Nr | Hold             | K | V | U | T | Mf |   | Mi | +/- | P                                    |
| 1 | IK Stefa         | 8 | 7 | 0 | 1 | 63 | – | 20 | +43 | 14Gruppefinale                       |
| 2 | Alvesta SK       | 8 | 4 | 0 | 4 | 35 | – | 32 | +3  | 8                                    |
| 3 | Norrahammars GIS | 8 | 4 | 0 | 4 | 40 | – | 47 | −7  | 8                                    |
| 4 | Diö GoIF         | 8 | 3 | 0 | 5 | 37 | – | 35 | +2  | 6                                    |
| 5 | Värnamo GIK (O)  | 8 | 2 | 0 | 6 | 21 | – | 62 | −41 | 4Nedrykning til Division III 1953-54 |

### Gruppefinale
De to puljevindere spillede i gruppefinalen om en oprykningsplads til Division I. Finalen blev afviklet over to kampe, hvor summen af de to resultater gjaldt som det samlede resultat. Åkers IF sikrede sig oprykningspladsen med en samlet sejr på 11–2.
| Kamp | Dato              | Hold                | Res. |
| ---- | ----------------- | ------------------- | ---- |
| 1    |                   | Åkers IF - IK Stefa | 7–1  |
| 2    | 15. december 1953 | IK Stefa - Åkers IF | 1–4  |